# Smith-Diagramm

Leeres Smith-Diagramm in hoher Auflösung

Das Smith-Diagramm (englisch Smith chart) ist ein grafisches Hilfsmittel der komplexen Wechselstromrechnung, mit dem Berechnungen von elektrischen Impedanzen auf eine geometrische Konstruktion zurückgeführt werden können. Es wurde erstmals im Jahre 1939 von Phillip Smith vorgestellt.
Das ursprüngliche Ziel des Smith-Diagramms, die komplexen numerischen Berechnungen, die händisch getätigt werden mussten, durch eine grafische Ermittlung der Werte zu ersetzen und so zu vereinfachen, ist durch die breite Verfügbarkeit von Taschenrechnern, welche auch mit komplexen Zahlen rechnen können, und Computern mit entsprechenden Softwarepaketen weggefallen. Geblieben ist als primäre Anwendung die grafische Repräsentation von Impedanzverläufen in technischen Dokumenten und Datenblättern. Smith-Diagramme auf Papier zur grafischen Ermittlung werden daher primär im Bereich der Ausbildung und Lehre und zur Dokumentation verwendet. Messgeräte wie Netzwerkanalysatoren können gemessene Daten meist auch in Form von Smith-Diagrammen direkt anzeigen.

## Aufbau

Konforme Abbildung der Impedanzebene (z-Ebene) in die Reflexionsfaktorebene (r-Ebene), welche innerhalb des Einheitskreises das Smith-Diagramm bildet

Das Diagramm ist kreisförmig und mit einem komplexen Koordinatensystem versehen. Es beruht auf der konformen Abbildung
{\displaystyle r(z)={\frac {z-1}{z+1}}}
der komplexen Impedanzebene auf die ebenfalls komplexe Reflexionsfaktorebene, die sich aus der Definition des Reflexionsfaktors Γ ergibt. Der Reflexionsfaktor wird je nach Nomenklatur und in Anlehnung an die Reflexionsfaktorebene auch mit dem Symbol {\displaystyle r} bezeichnet.
Bei dieser Abbildung wird die rechte Halbimpedanzebene auf das Innere des Einheitskreises in der Reflexionsfaktorebene abgebildet. Das Innere des Einheitskreises in der Reflexionsfaktorebene entspricht genau dem Bereich des Smith-Diagramms. Die linke Hälfte der Impedanzebene, sie entspricht in der Reflexionsfaktorebene dem Bereich außerhalb des Smith-Diagramms, ist dabei ohne Bedeutung, da sie Impedanzen mit einem negativen Realwert entspricht, welche bei passiven Bauteilen nicht auftreten.
In der Mathematik ist diese Transformation einer Ebene in eine andere auch als Möbiustransformation bekannt. Sie gehorcht der allgemeinen Form
{\displaystyle f(z)={\frac {az+b}{cz+d}}}
Die Abbildung besitzt die besondere Eigenschaft, dass das Bild einer Zahl z in der Impedanzebene beispielsweise
{\displaystyle z=2+\mathrm {j} }
und ihres Kehrwertes:
{\displaystyle 1/z=1/(2+\mathrm {j} )=0{,}4-0{,}2\mathrm {j} }
punktsymmetrisch um den Ursprung in der Reflexionsfaktorebene liegen. Das Smith-Diagramm kann somit sowohl als Impedanz- als auch Admittanz-Diagramm benutzt werden. In der Elektrotechnik wird für die imaginäre Einheit das Symbol {\displaystyle \mathrm {j} } verwendet, um Verwechslungen mit dem (zeitabhängigen) Strom zu vermeiden, für den der Buchstabe {\displaystyle i} steht.
Bei der Berechnung einer Parallelschaltung ergibt sich der Kehrwert der Gesamtimpedanz als Summe der Kehrwerte der Teilimpedanzen. Diese Kehrwertbildung wird im Smith-Diagramm also geometrisch durch eine Spiegelung am Mittelpunkt ersetzt. Im Smith-Diagramm wird immer mit normierten Größen gearbeitet. Daraus ergibt sich der Vorteil, dass man unabhängig von Größen wie der tatsächlichen Frequenz, Wellenlänge oder Impedanz ist.
In der Leitungstheorie, z. B. bei Impedanzanpassungsproblemen, lassen sich Reflexionsfaktor Γ und Stehwellenverhältnis (SWR) einfach aus dem Smith-Diagramm ohne komplexe Rechnung bestimmen. Dazu misst man die Länge der Verbindungslinie zwischen dem Ursprung und dem Schnittpunkt der beiden Kreise der normierten Impedanz. Die Phase des Reflexionsfaktors kann auf der Verlängerung der Linie auf der äußeren Skala des Smith-Diagramms abgelesen werden. Das SWR lässt sich indirekt über den Reflexionsfaktor bestimmen, kann jedoch auch direkt aus dem Smith-Diagramm abgelesen werden – als Schnittpunkt der reellen Achse rechts vom Kreismittelpunkt mit dem Kreis, der durch den Betrag des Reflexionsfaktors gegeben ist.
Möchte man nun den Reflexionsfaktor Γ an einer beliebigen Stelle auf einer Leitung berechnen, so entspricht das einer Drehung des Reflexionsfaktors um die normierte Leitungslänge am Leitungsende auf dem Reflexionsfaktor-Kreis entweder hin zum Generator, also im Uhrzeigersinn, oder hin zur Last, also im Gegenuhrzeigersinn.
Das Smith-Diagramm wird auch als grafisches Hilfsmittel in der Leitungstheorie zur Impedanzanpassung verwendet. Dabei unterscheidet es sich lediglich durch die Interpretation der Achsen bzw. die Achsenbeschriftung von den hier gezeigten Darstellungen.
In folgender Abbildung sind die grundlegenden Zusammenhänge an zwei Smith-Diagrammen am Beispiel der Leitungstheorie grafisch dargestellt. Dabei ist ersichtlich, dass das Smith-Diagramm in der oberen Hälfte induktive und in der unteren Hälfte kapazitive Impedanzwerte abbildet.

An einer Leitung mit der Impedanz Z_{0} mit einem Leitungsabschluss Z_{L} ist im linken Teilbild die auf die Leitungsimpedanz normierte Impedanz z eingezeichnet. z = 0 stellt den Kurzschlussfall dar, im Leerlauf ist z unendlich, dies entspricht dem Punkt ganz rechts. Die Realteile der normierten Impedanz stellen blau dargestellte Kreise dar, die Imaginärteile darauf normal stehende grün eingezeichnete Kurven. Im rechten Teilbild ist dazu der Reflexionsfaktor Γ abgebildet.

## Arbeiten mit dem Smith-Diagramm
- Normierung: Alle Elemente werden normiert, d. h., Impedanzen werden durch ihre charakteristische Impedanz {\displaystyle Z_{0}} dividiert, Admittanzen mit {\displaystyle Z_{0}} multipliziert und anschließend in das Smith-Diagramm eingetragen.
- In Serie geschaltete Impedanzen können direkt addiert werden.
- Parallel geschaltete Impedanzen müssen zuerst auf Admittanz-Form gebracht werden, d. h., um den Mittelpunkt gespiegelt werden. Alternativ können zwei Smith-Diagramme übereinander verwendet werden, wobei ein Smith-Diagramm um 180° gedreht ist. Damit können Spiegelungen um den Mittelpunkt als Übergang von einem Diagramm auf das andere realisiert werden.
- Stichleitung: Die Stichleitung ist in eine Ersatzimpedanz umzurechnen und je nach Anordnung wie eine serielle oder parallele Impedanz zu addieren.
- Bewegung auf der Leitung: Impedanz-Diagramm oder Admittanz-Diagramm, um die entsprechende Leitungslänge zum Generator (im Uhrzeigersinn) oder zur Last (im Gegenuhrzeigersinn) drehen.
- SWR (Stehwellenverhältnis, engl. Standing Wave Ratio): Das SWR erhält man, indem man den Punkt am gesuchten Ort im Uhrzeigersinn um den Mittelpunkt auf die reelle Achse dreht und den entsprechenden Wert abliest.
- Kurzschluss: der Punkt ganz links im Diagramm.
- Leerlauf: der Punkt ganz rechts im Diagramm.

## Beispiel
Ein ohmscher Widerstand R = 150 Ω und ein Kondensator C = 10 μF sind in Reihe geschaltet, parallel dazu liegt eine Spule L = 0,5 H. Die Schaltung ist an einen Generator angeschlossen, dessen Frequenz f = 79,6 Hz beträgt.
Die Kreisfrequenz ist dann ω = 2πf = 500 s−1.
Für den komplexen Widerstand (die Impedanz) des Kondensators folgt
{\displaystyle X_{\mathrm {C} }={\frac {1}{\mathrm {j} \omega C}}=-\mathrm {j} {\frac {1}{\omega C}}=-200\mathrm {j} \ \Omega },
für die Impedanz der Spule errechnet man
{\displaystyle X_{\mathrm {L} }=\mathrm {j} \omega L=250\mathrm {j} \ \Omega }.
Bei der Reihenschaltung aus Widerstand und Kondensator werden die Werte einfach addiert und ergeben
{\displaystyle X_{1}=150\ \Omega -200\mathrm {j} \ \Omega }.
Um die Werte ins Smith-Diagramm eintragen zu können, in dem sich große Zahlen nicht mehr darstellen lassen, normiert man mit einem geeigneten Bezugswiderstand, z. B. Z0 = 100 Ω, indem man alle Werte durch ihn dividiert. Dann wird
{\displaystyle X_{1}=1{,}5-2\mathrm {j} } (Widerstand und Kondensator)
und
{\displaystyle X_{2}=2{,}5\mathrm {j} } (Spule).
Diese beiden Impedanzen sind parallel geschaltet. Für die Gesamtimpedanz X ist also
{\displaystyle {\frac {1}{X}}={\frac {1}{X_{1}}}+{\frac {1}{X_{2}}}}.
Diese Kehrwerte werden im Smith-Diagramm durch Spiegelung am Kreismittelpunkt gewonnen.
Sie betragen
{\displaystyle {\frac {1}{X_{1}}}=0{,}24+0{,}32\mathrm {j} \quad {\text{und}}\quad {\frac {1}{X_{2}}}=-0{,}4\mathrm {j} } .
Die Addition der beiden Kehrwerte erfolgt rechnerisch oder im Smith-Diagramm durch „Abzählen“ am Koordinatengitter.
Man erhält
{\displaystyle {\frac {1}{X}}=0{,}24-0{,}08\mathrm {j} }
Um die Gesamtimpedanz X zu bestimmen, ist davon wieder der Kehrwert zu bilden. Man spiegelt also den soeben erhaltenen Punkt am Kreismittelpunkt wider.
Als Ergebnis findet man
{\displaystyle X=3{,}75+1{,}25\mathrm {j} }.
Da man zuvor durch 100 Ω dividiert hat, muss man nun wieder damit multiplizieren. Endgültig beträgt die Impedanz der Gesamtschaltung somit
{\displaystyle X=375\,\mathrm {\Omega } +125\mathrm {j} \,\mathrm {\Omega } }.
Sie kann daher ersatzweise durch eine Reihenschaltung aus einem Widerstand von 375 Ω und einer Spule von 125j Ω dargestellt werden (bei ω = 500 s−1 entspricht das einer Induktivität von 0,25 H).

### 3D Smith-Diagramm

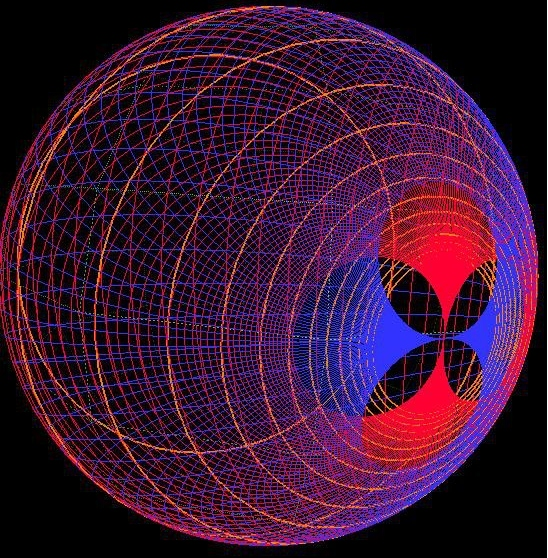
Darstellung eines 3D-Smith-Diagramm

Es gibt auch verallgemeinerte dreidimensionale Smith-Diagramme, die aktive und passive Netzwerke gemeinsam auf die riemannsche Zahlenkugel projizieren.